# Bagodares pallidicosta
Bagodares pallidicosta är en fjärilsart som beskrevs av W. Warren 1905. Bagodares pallidicosta ingår i släktet Bagodares och familjen mätare. Inga underarter finns listade i Catalogue of Life.